# Pfarrhaus (Döpshofen)

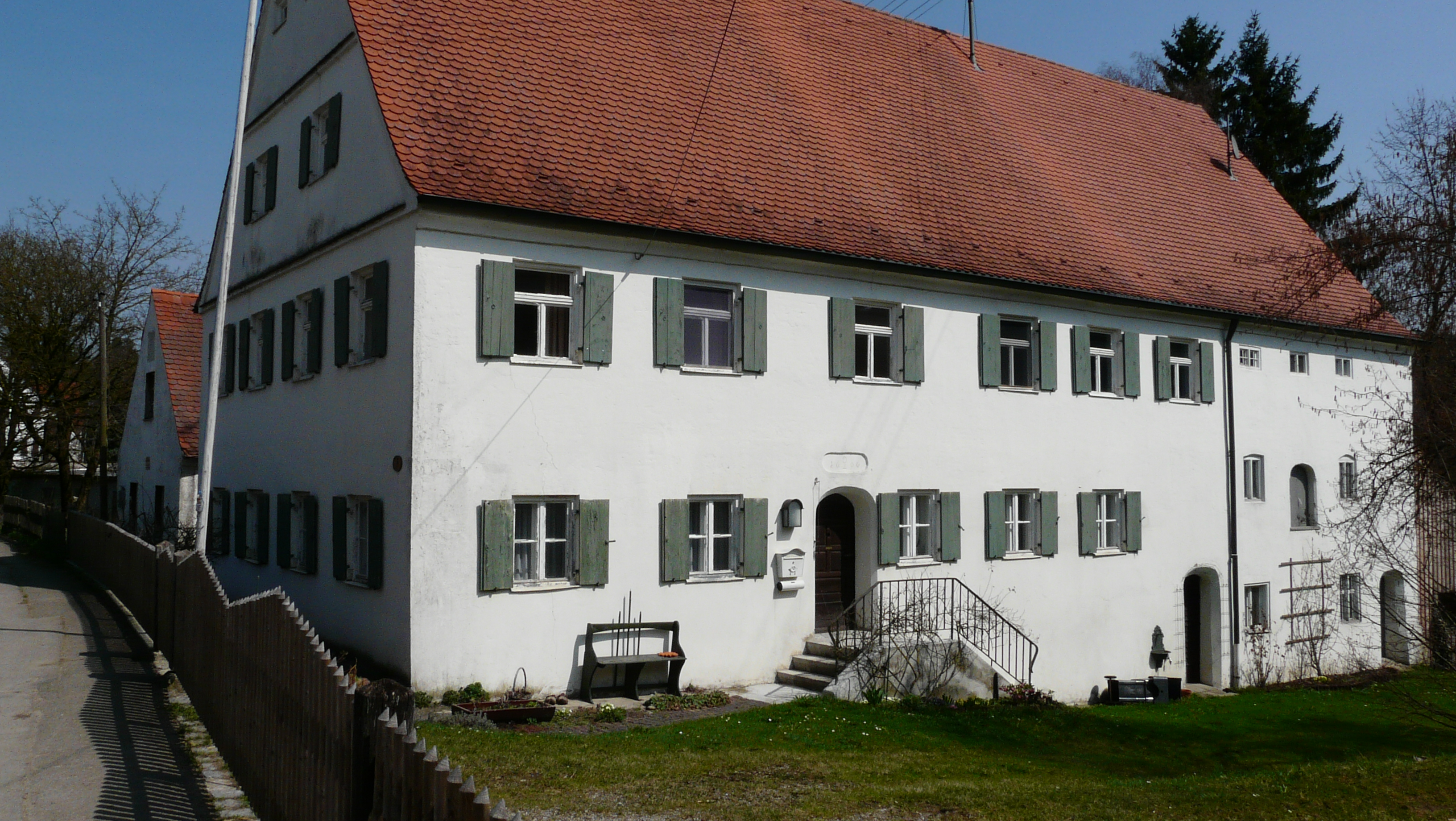
Ehemaliges Pfarrhaus in Döpshofen

Das Pfarrhaus in Döpshofen, einem Gemeindeteil von Gessertshausen im Landkreis Augsburg im bayerischen Regierungsbezirk Schwaben, wurde 1696 errichtet. Das ehemalige Pfarrhaus an der Wessobrunner Straße 7, in der Nähe der katholischen Pfarrkirche St. Martin, ist ein geschütztes Baudenkmal.
Der zweigeschossige Satteldachbau mit sechs zu vier Fensterachsen besitzt grüne Fensterläden. An der Südseite erreicht man über eine zweiseitige Treppe den rundbogigen Hauseingang.
Das als Bauernhaus genutzte Gebäude hat einen hinteren Ökonomieanbau.